# Arkanit
Arkanit je kalijev sultatni mineral s kemijsko formulo K2SO4.
Prvič je bil opisan leta 1845 v rudniku kositra Santa Ana, okrožje Orange, Kalifornija, kjer so ga odkrili v starih borovih železniških sponah. Kasneje so ga odkrili tudi v hidrotermalnih depozitih v Cesanu, Lacij, Italija, guanu na otočju Chincha v Peruju in podzemnih jamah v Avstraliji, Južni Afriki in Namibiji.